# District ordinaire d'Asunafo sud
Le district municipal d'Asunafo sud (Asunafo South District, en Anglais) est l’un des 22 districts de la Région de Brong Ahafo au Ghana.
Il a été créé par scission du district d’Asunafo, qui donna, par la même, naissance au district d’Asunafo nord municipalité

## Villes et villages du district
| - Kukuom |

## Sources
- (en) Site de Ghanadistricts